# Halvarbosjön
Halvarbosjön är en sjö i Örebro kommun i Närke och ingår i Norrströms huvudavrinningsområde. Sjön har en area på 0,198 kvadratkilometer och ligger 47 meter över havet. Sjön avvattnas av vattendraget Äverstaån.

## Delavrinningsområde
Halvarbosjön ingår i det delavrinningsområde (658152-147503) som SMHI kallar för Mynnar i Hjälmaren. Medelhöjden är 45 meter över havet och ytan är 57,34 kvadratkilometer. Det finns inga avrinningsområden uppströms utan avrinningsområdet är högsta punkten. Äverstaån som avvattnar avrinningsområdet har biflödesordning 2, vilket innebär att vattnet flödar genom totalt 2 vattendrag innan det når havet efter 206 kilometer. Avrinningsområdet består mestadels av skog (50 procent) och jordbruk (37 procent). Avrinningsområdet har 0,66 kvadratkilometer vattenytor vilket ger det en sjöprocent på 1,1 procent. Bebyggelsen i området täcker en yta av 0,74 kvadratkilometer eller 1 procent av avrinningsområdet.